# Alpiner Skiweltcup 1990/91
Die Saison 1990/91 des von der FIS veranstalteten Alpinen Skiweltcups begann am 1. Dezember 1990 in Valloire (Frauen). Am 8./9. August 1990 fanden am Mount Hutt in Neuseeland zwei Rennen der Männer statt, danach folgte eine fast dreimonatige Pause bis Anfang Dezember. Die Saison endete am 24. März 1991 in Waterville Valley. Bei den Männern wurden 27 Rennen ausgetragen (8 Abfahrten, 3 Super-G, 7 Riesenslaloms, 9 Slaloms). Bei den Frauen waren es ebenfalls 27 Rennen (9 Abfahrten, 5 Super-G, 6 Riesenslaloms, 7 Slaloms). Dazu kamen eine Kombinationswertung bei den Männern und deren zwei bei den Frauen.
Höhepunkt der Saison waren die Weltmeisterschaften 1991 in Saalbach-Hinterglemm.

## Weltcupwertungen

### Gesamt
| Rang | Name                  | Punkte |
| ---- | --------------------- | ------ |
| 01.  | Marc Girardelli       | 242    |
| 02.  | Alberto Tomba         | 222    |
| 03.  | Rudolf Nierlich       | 201    |
| 04.  | Franz Heinzer         | 199    |
| 05.  | Ole Kristian Furuseth | 156    |
| 06.  | Atle Skårdal          | 153    |
| 07.  | Günther Mader         | 117    |
| 08.  | Paul Accola           | 114    |
| 09.  | Lasse Kjus            | 103    |
| 10.  | Thomas Fogdö          | 095    |
| 11.  | Daniel Mahrer         | 093    |
| 12.  | Stephan Eberharter    | 088    |
| 13.  | Thomas Stangassinger  | 080    |
| 14.  | Armin Bittner         | 077    |
| 15.  | Urs Kälin             | 070    |
| 16.  | Hannes Zehentner      | 068    |
| 17.  | Kjetil André Aamodt   | 067    |
| 18.  | Franck Piccard        | 066    |
| 19.  | Michael Tritscher     | 065    |
| 20.  | Rob Boyd              | 064    |
| 20.  | Helmut Höflehner      | 064    |
| 22.  | Kristian Ghedina      | 063    |
| 23.  | Patrick Ortlieb       | 061    |
| 24.  | Mats Ericson          | 060    |
| 25.  | Lasse Arnesen         | 056    |
| 26.  | Fredrik Nyberg        | 052    |
| 27.  | William Besse         | 050    |
| 27.  | Leonhard Stock        | 050    |
| 29.  | Bernhard Gstrein      | 048    |
| 30.  | Peter Roth            | 046    |
| 31.  | Rainer Salzgeber      | 042    |
| 31.  | Jan Einar Thorsen     | 042    |
| 33.  | Johan Wallner         | 41     |

| Rang | Name                   | Punkte |
| ---- | ---------------------- | ------ |
| 34.  | Josef Polig            | 38     |
| 35.  | Luc Alphand            | 37     |
| 35.  | Fabio De Crignis       | 37     |
| 37.  | Patrick Holzer         | 36     |
| 38.  | Peter Runggaldier      | 35     |
| 39.  | Niklas Henning         | 31     |
| 40.  | Berni Huber            | 30     |
| 40.  | Markus Wasmeier        | 30     |
| 42.  | Tetsuya Okabe          | 29     |
| 43.  | Martin Knöri           | 27     |
| 43.  | Jonas Nilsson          | 27     |
| 45.  | Carlo Gerosa           | 26     |
| 45.  | Hubert Strolz          | 26     |
| 45.  | Peter Wirnsberger      | 26     |
| 48.  | Konrad Kurt Ladstätter | 25     |
| 49.  | Michael von Grünigen   | 24     |
| 50.  | AJ Kitt                | 22     |
| 50.  | Konrad Walk            | 22     |
| 52.  | Mitja Kunc             | 20     |
| 52.  | Hans Pieren            | 20     |
| 54.  | Xavier Gigandet        | 18     |
| 55.  | Lars-Börje Eriksson    | 17     |
| 56.  | Steve Locher           | 16     |
| 57.  | Karl Alpiger           | 15     |
| 58.  | Bernhard Fahner        | 13     |
| 59.  | Didrik Marksten        | 12     |
| 59.  | Jeremy Nobis           | 12     |
| 61.  | Jean-Luc Crétier       | 11     |
| 61.  | Finn Christian Jagge   | 11     |
| 63.  | Helmut Mayer           | 10     |
| 63.  | Peter Müller           | 10     |
| 63.  | Christophe Plé         | 10     |
| 63.  | Brian Stemmle          | 10     |

| Rang | Name                    | Punkte |
| ---- | ----------------------- | ------ |
| 67.  | Erwin Resch             | 9      |
| 67.  | Peter Rzehak            | 9      |
| 67.  | François Simond         | 9      |
| 70.  | Patrice Bianchi         | 8      |
| 70.  | Alain Feutrier          | 8      |
| 70.  | Luca Pesando            | 8      |
| 70.  | Hansjörg Tauscher       | 8      |
| 74.  | Roth                    | 7      |
| 74.  | Tommy Moe               | 7      |
| 74.  | Ed Podivinsky           | 7      |
| 74.  | Richard Pramotton       | 7      |
| 78.  | Felix Belczyk           | 6      |
| 78.  | Christian Polig         | 6      |
| 78.  | Denis Rey               | 6      |
| 81.  | Armin Assinger          | 5      |
| 81.  | Alain Villiard          | 5      |
| 83.  | Christophe Berra        | 4      |
| 83.  | Asgeir Linberg          | 4      |
| 83.  | Lukas Perathoner        | 4      |
| 86.  | Heinz Peter Platter     | 3      |
| 86.  | Harald C. Strand Nilsen | 3      |
| 88.  | Oliver Künzi            | 3      |
| 88.  | Michael Mair            | 3      |
| 88.  | Roger Pramotton         | 3      |
| 91.  | Bernhard Baur           | 1      |
| 91.  | Giovanni Moro           | 1      |
| 91.  | Kyle Rasmussen          | 1      |
| 91.  | Patrick Staub           | 1      |

| Rang | Name                   | Punkte |
| ---- | ---------------------- | ------ |
| 01.  | Petra Kronberger       | 312    |
| 02.  | Sabine Ginther         | 195    |
| 03.  | Vreni Schneider        | 185    |
| 04.  | Chantal Bournissen     | 181    |
| 05.  | Carole Merle           | 176    |
| 06.  | Anita Wachter          | 142    |
| 07.  | Pernilla Wiberg        | 140    |
| 08.  | Ingrid Salvenmoser     | 103    |
| 09.  | Michaela Gerg          | 094    |
| 10.  | Blanca Fernández Ochoa | 088    |
| 11.  | Katharina Gutensohn    | 087    |
| 12.  | Anja Haas              | 086    |
| 13.  | Veronika Wallinger     | 084    |
| 14.  | Eva Twardokens         | 083    |
| 15.  | Katja Seizinger        | 079    |
| 16.  | Kerrin Lee-Gartner     | 078    |
| 17.  | Sylvia Eder            | 076    |
| 18.  | Lucie Laroche          | 073    |
| 19.  | Nataša Bokal           | 071    |
| 20.  | Karin Dedler           | 070    |
| 21.  | Monika Maierhofer      | 069    |
| 21.  | Warwara Selenskaja     | 069    |
| 23.  | Florence Masnada       | 066    |
| 24.  | Kristina Andersson     | 063    |
| 25.  | Veronika Šarec         | 061    |
| 25.  | Christine von Grünigen | 061    |
| 27.  | Miriam Vogt            | 060    |
| 28.  | Nathalie Bouvier       | 052    |
| 29.  | Ingrid Stöckl          | 051    |

| Rang | Name                    | Punkte |
| ---- | ----------------------- | ------ |
| 30.  | Patricia Chauvet        | 050    |
| 30.  | Julie Lunde Hansen      | 050    |
| 30.  | Ulrike Maier            | 050    |
| 33.  | Swetlana Gladyschewa    | 48     |
| 34.  | Sigrid Wolf             | 45     |
| 35.  | Zoë Haas                | 43     |
| 36.  | Katjuša Pušnik          | 42     |
| 36.  | Claudia Strobl          | 42     |
| 38.  | Heidi Zurbriggen        | 41     |
| 39.  | Karin Buder             | 37     |
| 39.  | Julie Parisien          | 37     |
| 39.  | Barbara Sadleder        | 37     |
| 39.  | Edith Thys              | 37     |
| 43.  | Stefanie Schuster       | 31     |
| 44.  | Traudl Hächer           | 29     |
| 44.  | Diann Roffe-Steinrotter | 29     |
| 46.  | Lucia Medzihradská      | 28     |
| 47.  | Kate Pace               | 26     |
| 48.  | Angelika Hurler         | 24     |
| 49.  | Kristin Krone           | 22     |
| 50.  | Régine Cavagnoud        | 20     |
| 51.  | Hilary Lindh            | 17     |
| 52.  | Karin Köllerer          | 16     |
| 53.  | Christelle Guignard     | 15     |
| 54.  | Anne Berge              | 14     |
| 55.  | Petra Bernet            | 13     |
| 55.  | Michelle McKendry       | 13     |
| 57.  | Deborah Compagnoni      | 12     |
| 57.  | Regine Mösenlechner     | 12     |
| 57.  | Heidi Voelker           | 12     |

| Rang | Name                  | Punkte |
| ---- | --------------------- | ------ |
| 60.  | Megan Gerety          | 11     |
| 60.  | Christina Meier-Höck  | 11     |
| 62.  | Anouk Barnier         | 10     |
| 62.  | Anette Gersch         | 10     |
| 62.  | Heidi Zeller-Bähler   | 10     |
| 65.  | Ylva Nowén            | 09     |
| 65.  | Ulrike Stanggassinger | 09     |
| 67.  | Romaine Fournier      | 08     |
| 67.  | Marlis Spescha        | 08     |
| 69.  | Angela Drexl          | 07     |
| 69.  | Marie-Pierre Gatel    | 07     |
| 69.  | Monika Kogler         | 07     |
| 69.  | Tatjana Lebedewa      | 07     |
| 69.  | Krista Schmidinger    | 07     |
| 74.  | Merete Fjeldavlie     | 05     |
| 74.  | Ulla Lodziņa          | 05     |
| 74.  | Gaby May              | 05     |
| 77.  | Elfi Eder             | 04     |
| 77.  | Renate Oberhofer      | 04     |
| 79.  | Brigitte Auer         | 03     |
| 79.  | Béatrice Filliol      | 03     |
| 79.  | Giovanna Gianera      | 03     |
| 79.  | Veronika Tarasovičová | 03     |
| 83.  | Cathy Chedal          | 02     |
| 83.  | Tanis Hunt            | 02     |
| 83.  | Andreja Potisk-Ribič  | 02     |
| 83.  | Gabriela Zingre-Graf  | 02     |
| 87.  | Emi Kawabata          | 01     |
| 87.  | Lara Magoni           | 01     |

### Abfahrt
| Rang | Athlet            | Punkte |
| ---- | ----------------- | ------ |
| 1    | Franz Heinzer     | 159    |
| 2    | Atle Skårdal      | 125    |
| 3    | Daniel Mahrer     | 81     |
| 4    | Helmut Höflehner  | 64     |
| 5    | Rob Boyd          | 62     |
| 6    | Patrick Ortlieb   | 56     |
| 7    | Leonhard Stock    | 50     |
| 7    | Hannes Zehentner  | 50     |
| 9    | William Besse     | 47     |
| 10   | Lasse Arnesen     | 44     |
| 11   | Kristian Ghedina  | 40     |
| 12   | Jan Einar Thorsen | 36     |
| 13   | Berni Huber       | 30     |
| 14   | Peter Wirnsberger | 26     |
| 15   | Niklas Henning    | 24     |

| Rang | Athletin             | Punkte |
| ---- | -------------------- | ------ |
| 1    | Chantal Bournissen   | 140    |
| 2    | Sabine Ginther       | 122    |
| 3    | Petra Kronberger     | 90     |
| 4    | Carole Merle         | 76     |
| 5    | Veronika Wallinger   | 74     |
| 6    | Katharina Gutensohn  | 72     |
| 7    | Anja Haas            | 70     |
| 8    | Warwara Selenskaja   | 68     |
| 9    | Kerrin Lee-Gartner   | 60     |
| 10   | Lucie Laroche        | 49     |
| 11   | Swetlana Gladyschewa | 46     |
| 12   | Miriam Vogt          | 38     |
| 13   | Katja Seizinger      | 34     |
| 14   | Karin Dedler         | 32     |
| 15   | Nathalie Bouvier     | 28     |

### Super-G
| Rang | Athlet              | Punkte |
| ---- | ------------------- | ------ |
| 1    | Franz Heinzer       | 40     |
| 2    | Stephan Eberharter  | 33     |
| 3    | Atle Skårdal        | 28     |
| 4    | Franck Piccard      | 27     |
| 5    | Günther Mader       | 26     |
| 6    | Markus Wasmeier     | 25     |
| 7    | Patrick Holzer      | 20     |
| 8    | Kjetil André Aamodt | 19     |
| 9    | Hannes Zehentner    | 18     |
| 10   | Luc Alphand         | 15     |
| 10   | Marc Girardelli     | 15     |
| 12   | Luc Alphand         | 13     |
| 13   | Paul Accola         | 12     |
| 13   | Daniel Mahrer       | 12     |
| 13   | Lasse Arnesen       | 12     |
| 13   | Rainer Salzgeber    | 12     |
| 13   | Josef Polig         | 12     |

| Rang | Athletin           | Punkte |
| ---- | ------------------ | ------ |
| 1    | Carole Merle       | 88     |
| 2    | Petra Kronberger   | 70     |
| 3    | Michaela Gerg      | 44     |
| 4    | Karin Dedler       | 33     |
| 4    | Katja Seizinger    | 33     |
| 6    | Chantal Bournissen | 30     |
| 6    | Sigrid Wolf        | 30     |
| 8    | Sabine Ginther     | 28     |
| 9    | Sylvia Eder        | 26     |
| 10   | Lucie Laroche      | 24     |
| 11   | Anita Wachter      | 23     |
| 11   | Nathalie Bouvier   | 23     |
| 13   | Edith Thys         | 21     |
| 14   | Traudl Hächer      | 20     |
| 15   | Zoë Haas           | 19     |

### Riesenslalom
| Rang | Athlet                | Punkte |
| ---- | --------------------- | ------ |
| 1    | Alberto Tomba         | 152    |
| 2    | Rudolf Nierlich       | 101    |
| 3    | Marc Girardelli       | 84     |
| 4    | Urs Kälin             | 64     |
| 5    | Fredrik Nyberg        | 52     |
| 6    | Ole Kristian Furuseth | 44     |
| 7    | Stephan Eberharter    | 35     |
| 7    | Günther Mader         | 35     |
| 9    | Johan Wallner         | 34     |
| 10   | Kjetil André Aamodt   | 32     |
| 11   | Lasse Kjus            | 30     |
| 11   | Rainer Salzgeber      | 30     |
| 13   | Franck Piccard        | 28     |
| 14   | Martin Knöri          | 27     |
| 15   | Paul Accola           | 22     |
| 15   | Konrad Walk           | 22     |

| Rang | Athletin           | Punkte |
| ---- | ------------------ | ------ |
| 1    | Vreni Schneider    | 113    |
| 2    | Anita Wachter      | 79     |
| 3    | Pernilla Wiberg    | 61     |
| 4    | Eva Twardokens     | 57     |
| 5    | Sylvia Eder        | 50     |
| 5    | Julie Lunde Hansen | 50     |
| 7    | Petra Kronberger   | 44     |
| 8    | Nataša Bokal       | 43     |
| 9    | Ulrike Maier       | 42     |
| 10   | Julie Parisien     | 36     |
| 11   | Ingrid Salvenmoser | 28     |
| 12   | Kristina Andersson | 26     |
| 13   | Zoë Haas           | 24     |
| 13   | Angelika Hurler    | 24     |
| 15   | Katjuša Pušnik     | 14     |

### Slalom
| Rang | Athlet                | Punkte |
| ---- | --------------------- | ------ |
| 1    | Marc Girardelli       | 110    |
| 2    | Ole Kristian Furuseth | 102    |
| 3    | Rudolf Nierlich       | 100    |
| 4    | Thomas Fogdö          | 95     |
| 5    | Thomas Stangassinger  | 80     |
| 6    | Alberto Tomba         | 70     |
| 7    | Paul Accola           | 67     |
| 8    | Michael Tritscher     | 64     |
| 9    | Armin Bittner         | 62     |
| 10   | Mats Ericson          | 56     |
| 11   | Bernhard Gstrein      | 48     |
| 12   | Peter Roth            | 46     |
| 13   | Lasse Kjus            | 42     |
| 14   | Fabio De Crignis      | 37     |
| 15   | Günther Mader         | 36     |

| Rang | Athletin               | Punkte |
| ---- | ---------------------- | ------ |
| 1    | Petra Kronberger       | 83     |
| 2    | Pernilla Wiberg        | 79     |
| 3    | Blanca Fernández Ochoa | 76     |
| 4    | Ingrid Salvenmoser     | 75     |
| 5    | Vreni Schneider        | 72     |
| 6    | Christine von Grünigen | 61     |
| 7    | Veronika Šarec         | 60     |
| 8    | Monika Maierhofer      | 59     |
| 9    | Patricia Chauvet       | 50     |
| 10   | Kristina Andersson     | 37     |
| 10   | Karin Buder            | 37     |
| 12   | Claudia Strobl         | 35     |
| 13   | Florence Masnada       | 31     |
| 14   | Nataša Bokal           | 28     |
| 14   | Katjuša Pušnik         | 28     |
| 14   | Anita Wachter          | 28     |

### Kombination
| Rang | Athlet             | Punkte |
| ---- | ------------------ | ------ |
| 1    | Marc Girardelli    | 25     |
| 2    | Lasse Kjus         | 20     |
| 3    | Günther Mader      | 15     |
| 4    | Paul Accola        | 12     |
| 5    | Stephan Eberharter | 11     |
| 6    | Kristian Ghedina   | 10     |
| 7    | Peter Runggaldier  | 9      |
| 8    | Josef Polig        | 8      |
| 9    | Xavier Gigandet    | 7      |
| 10   | Jan Einar Thorsen  | 6      |

| Rang | Athletin           | Punkte |
| ---- | ------------------ | ------ |
| 1    | Sabine Ginther     | 35     |
| 1    | Florence Masnada   | 35     |
| 3    | Ingrid Stöckl      | 34     |
| 4    | Petra Kronberger   | 25     |
| 5    | Michaela Gerg      | 21     |
| 6    | Stefanie Schuster  | 20     |
| 7    | Lucia Medzihradská | 18     |
| 8    | Anja Haas          | 16     |
| 9    | Anita Wachter      | 12     |
| 10   | Chantal Bournissen | 11     |

## Podestplatzierungen Herren

### Abfahrt
| Datum      | Ort                          | 1. Platz                                                                          | 2. Platz                                                                          | 3. Platz                                                                          |
| ---------- | ---------------------------- | --------------------------------------------------------------------------------- | --------------------------------------------------------------------------------- | --------------------------------------------------------------------------------- |
| 08.12.1990 | Val-d’Isère (FRA)            | Leonhard Stock                                                                    | Franz Heinzer                                                                     | Peter Wirnsberger                                                                 |
| 14.12.1990 | Gröden (ITA)                 | Franz Heinzer                                                                     | Berni Huber                                                                       | Atle Skårdal                                                                      |
| 15.12.1990 | Gröden (ITA)                 | Atle Skårdal                                                                      | Rob Boyd                                                                          | Luc Alphand                                                                       |
| 05.01.1991 | Garmisch-Partenkirchen (GER) | Daniel Mahrer                                                                     | Atle Skårdal Hannes Zehentner                                                     |                                                                                   |
| 12.01.1991 | Kitzbühel (AUT)              | Franz Heinzer                                                                     | Peter Runggaldier                                                                 | Rob Boyd                                                                          |
| 19.01.1991 | Wengen (SUI)                 | Wegen des Todesturzes von Gernot Reinstadler (AUT) im Abschlusstraining abgesagt. | Wegen des Todesturzes von Gernot Reinstadler (AUT) im Abschlusstraining abgesagt. | Wegen des Todesturzes von Gernot Reinstadler (AUT) im Abschlusstraining abgesagt. |
| 08.03.1991 | Aspen (USA)                  | Franz Heinzer                                                                     | Atle Skårdal                                                                      | Helmut Höflehner                                                                  |
| 15.03.1991 | Lake Louise (CAN)            | Atle Skårdal                                                                      | Franz Heinzer                                                                     | Helmut Höflehner                                                                  |
| 16.03.1991 | Lake Louise (CAN)            | Franz Heinzer                                                                     | Atle Skårdal                                                                      | Patrick Ortlieb                                                                   |

### Super-G
| Datum      | Ort                          | 1. Platz        | 2. Platz       | 3. Platz           |
| ---------- | ---------------------------- | --------------- | -------------- | ------------------ |
| 02.12.1990 | Valloire (FRA)               | Franck Piccard  | Franz Heinzer  | Stephan Eberharter |
| 06.01.1991 | Garmisch-Partenkirchen (GER) | Günther Mader   | Franz Heinzer  | Marc Girardelli    |
| 17.03.1991 | Lake Louise (CAN)            | Markus Wasmeier | Patrick Holzer | Stephan Eberharter |

### Riesenslalom
| Datum      | Ort                     | 1. Platz        | 2. Platz              | 3. Platz           |
| ---------- | ----------------------- | --------------- | --------------------- | ------------------ |
| 09.08.1990 | Mount Hutt (NZL)        | Fredrik Nyberg  | Lasse Kjus            | Franck Piccard     |
| 16.12.1990 | Alta Badia (ITA)        | Alberto Tomba   | Urs Kälin             | Marc Girardelli    |
| 21.12.1990 | Kranjska Gora (YUG)     | Alberto Tomba   | Urs Kälin             | Marc Girardelli    |
| 15.01.1991 | Adelboden (SUI)         | Marc Girardelli | Alberto Tomba         | Rudolf Nierlich    |
| 01.03.1991 | Lillehammer (NOR)       | Alberto Tomba   | Rudolf Nierlich       | Stephan Eberharter |
| 09.03.1991 | Aspen (USA)             | Alberto Tomba   | Rudolf Nierlich       | Marc Girardelli    |
| 21.03.1991 | Waterville Valley (USA) | Alberto Tomba   | Ole Kristian Furuseth | Rudolf Nierlich    |

### Slalom
| Datum      | Ort                        | 1. Platz              | 2. Platz                      | 3. Platz             |
| ---------- | -------------------------- | --------------------- | ----------------------------- | -------------------- |
| 08.08.1990 | Mount Hutt (NZL)           | Peter Roth            | Michael Tritscher             | Alberto Tomba        |
| 11.12.1990 | Sestriere (ITA)            | Alberto Tomba         | Ole Kristian Furuseth         | Rudolf Nierlich      |
| 18.12.1990 | Madonna di Campiglio (ITA) | Ole Kristian Furuseth | Thomas Fogdö                  | Marc Girardelli      |
| 22.12.1990 | Kranjska Gora (YUG)        | Ole Kristian Furuseth | Thomas Fogdö                  | Thomas Stangassinger |
| 13.01.1991 | Kitzbühel (AUT)            | Marc Girardelli       | Ole Kristian Furuseth         | Rudolf Nierlich      |
| 26.02.1991 | Oppdal (NOR)               | Rudolf Nierlich       | Paul Accola                   | Marc Girardelli      |
| 02.03.1991 | Lillehammer (NOR)          | Michael Tritscher     | Thomas Stangassinger          | Paul Accola          |
| 10.03.1991 | Aspen (USA)                | Rudolf Nierlich       | Thomas Fogdö                  | Fabio De Crignis     |
| 23.03.1991 | Waterville Valley (USA)    | Thomas Fogdö          | Rudolf Nierlich Alberto Tomba |                      |

### Kombination
| Datum          | Ort             | 1. Platz        | 2. Platz   | 3. Platz      |
| -------------- | --------------- | --------------- | ---------- | ------------- |
| 12./13.01.1991 | Kitzbühel (AUT) | Marc Girardelli | Lasse Kjus | Günther Mader |

## Podestplatzierungen Damen

### Abfahrt
| Datum      | Ort                          | 1. Platz            | 2. Platz           | 3. Platz             |
| ---------- | ---------------------------- | ------------------- | ------------------ | -------------------- |
| 08.12.1990 | Zauchensee (AUT)             | Katharina Gutensohn | Petra Kronberger   | Kerrin Lee-Gartner   |
| 21.12.1990 | Morzine (FRA)                | Petra Kronberger    | Chantal Bournissen | Warwara Selenskaja   |
| 06.01.1991 | Bad Kleinkirchheim (AUT)     | Katharina Gutensohn | Sabine Ginther     | Chantal Bournissen   |
| 18.01.1991 | Méribel (FRA)                | Petra Kronberger    | Carole Merle       | Veronika Wallinger   |
| 08.02.1991 | Garmisch-Partenkirchen (GER) | Chantal Bournissen  | Carole Merle       | Veronika Wallinger   |
| 24.02.1991 | Furano (JPN)                 | Anja Haas           | Chantal Bournissen | Warwara Selenskaja   |
| 09.03.1991 | Lake Louise (CAN)            | Sabine Ginther      | Chantal Bournissen | Swetlana Gladyschewa |
| 15.03.1991 | Vail (USA)                   | Sabine Ginther      | Lucie Laroche      | Chantal Bournissen   |
| 16.03.1991 | Vail (USA)                   | Chantal Bournissen  | Anja Haas          | Sabine Ginther       |

### Super-G
| Datum      | Ort                          | 1. Platz           | 2. Platz         | 3. Platz       |
| ---------- | ---------------------------- | ------------------ | ---------------- | -------------- |
| 09.12.1990 | Zauchensee (AUT)             | Petra Kronberger   | Sigrid Wolf      | Anita Wachter  |
| 15.12.1990 | Hasliberg (SUI)              | Chantal Bournissen | Petra Kronberger | Lucie Laroche  |
| 20.01.1991 | Méribel (FRA)                | Petra Kronberger   | Michaela Gerg    | Carole Merle   |
| 07.02.1991 | Garmisch-Partenkirchen (GER) | Carole Merle       | Karin Dedler     | Michaela Gerg  |
| 24.02.1991 | Furano (JPN)                 | Carole Merle       | Edith Thys       | Sabine Ginther |

### Riesenslalom
| Datum      | Ort                     | 1. Platz         | 2. Platz           | 3. Platz           |
| ---------- | ----------------------- | ---------------- | ------------------ | ------------------ |
| 01.12.1990 | Valzoldana (ITA)        | Petra Kronberger | Vreni Schneider    | Pernilla Wiberg    |
| 11.01.1991 | Kranjska Gora (YUG)     | Vreni Schneider  | Nataša Bokal       | Petra Kronberger   |
| 09.02.1991 | Zwiesel (GER)           | Anita Wachter    | Eva Twardokens     | Vreni Schneider    |
| 10.03.1991 | Lake Louise (CAN)       | Pernilla Wiberg  | Vreni Schneider    | Sylvia Eder        |
| 17.03.1991 | Vail (USA)              | Vreni Schneider  | Julie Lunde Hansen | Anita Wachter      |
| 22.03.1991 | Waterville Valley (USA) | Julie Parisien   | Ulrike Maier       | Julie Lunde Hansen |

### Slalom
| Datum      | Ort                      | 1. Platz               | 2. Platz           | 3. Platz               |
| ---------- | ------------------------ | ---------------------- | ------------------ | ---------------------- |
| 02.12.1990 | Valzoldana (ITA)         | Petra Kronberger       | Ingrid Salvenmoser | Patricia Chauvet       |
| 22.12.1990 | Morzine (FRA)            | Blanca Fernández Ochoa | Pernilla Wiberg    | Vreni Schneider        |
| 07.01.1991 | Bad Kleinkirchheim (AUT) | Pernilla Wiberg        | Monika Maierhofer  | Christine von Grünigen |
| 12.01.1991 | Kranjska Gora (YUG)      | Nataša Bokal           | Monika Maierhofer  | Veronika Šarec         |
| 13.01.1991 | Kranjska Gora (YUG)      | Petra Kronberger       | Ingrid Salvenmoser | Veronika Šarec         |
| 11.03.1991 | Lake Louise (CAN)        | Vreni Schneider        | Kristina Andersson | Anita Wachter          |
| 23.03.1991 | Waterville Valley (USA)  | Pernilla Wiberg        | Vreni Schneider    | Petra Kronberger       |

### Kombination
| Datum          | Ort                      | 1. Platz         | 2. Platz         | 3. Platz         |
| -------------- | ------------------------ | ---------------- | ---------------- | ---------------- |
| 21./22.12.1990 | Morzine (FRA)            | Ingrid Stöckl    | Florence Masnada | Sabine Ginther   |
| 06./07.01.1991 | Bad Kleinkirchheim (AUT) | Petra Kronberger | Sabine Ginther   | Florence Masnada |

## Nationencup
| Rang | Land               | Punkte |
| ---- | ------------------ | ------ |
| 1    | Österreich         | 2313   |
| 2    | Schweiz            | 1233   |
| 3    | Deutschland        | 752    |
| 4    | Norwegen           | 676    |
| 5    | Frankreich         | 556    |
| 6    | Italien            | 542    |
| 7    | Schweden           | 535    |
| 8    | Vereinigte Staaten | 299    |
| 9    | Kanada             | 282    |
| 10   | Luxemburg          | 242    |
| 11   | Jugoslawien        | 196    |
| 12   | Sowjetunion        | 129    |
| 13   | Spanien            | 88     |
| 14   | Tschechoslowakei   | 31     |
| 15   | Japan              | 30     |

| Rang | Land               | Punkte |
| ---- | ------------------ | ------ |
| 1    | Österreich         | 923    |
| 2    | Schweiz            | 676    |
| 3    | Norwegen           | 607    |
| 4    | Italien            | 522    |
| 5    | Schweden           | 323    |
| 6    | Deutschland        | 260    |
| 7    | Luxemburg          | 242    |
| 8    | Frankreich         | 155    |
| 9    | Kanada             | 92     |
| 10   | Vereinigte Staaten | 42     |
| 11   | Japan              | 29     |
| 12   | Jugoslawien        | 20     |

| Rang | Land               | Punkte |
| ---- | ------------------ | ------ |
| 1    | Österreich         | 1390   |
| 2    | Schweiz            | 557    |
| 3    | Deutschland        | 492    |
| 4    | Frankreich         | 401    |
| 5    | Vereinigte Staaten | 257    |
| 6    | Schweden           | 212    |
| 7    | Kanada             | 190    |
| 8    | Jugoslawien        | 176    |
| 9    | Sowjetunion        | 129    |
| 10   | Spanien            | 88     |
| 11   | Norwegen           | 69     |
| 12   | Tschechoslowakei   | 31     |
| 13   | Italien            | 20     |
| 14   | Japan              | 1      |

## Statistik der Podestplätze
Angegeben werden die Anzahl Podestplätze je Land und Disziplin sowie die Gesamtanzahl.

### Damen
| Land | Land | 1. | 2. | 3. | Total |
| ---- | ---- | -- | -- | -- | ----- |
| 01   | AUT  | 13 | 11 | 11 | 35    |
| 02   | SUI  | 06 | 06 | 05 | 17    |
| 03   | SWE  | 03 | 02 | 01 | 06    |
| 04   | FRA  | 02 | 03 | 03 | 08    |
| 05   | GER  | 02 | 02 | 01 | 05    |
| 06   | USA  | 01 | 02 | 0– | 03    |
| 07   | YUG  | 01 | 01 | 02 | 04    |
| 08   | ESP  | 01 | 0– | 0– | 01    |
| 09   | CAN  | 0– | 01 | 02 | 03    |
| 10   | NOR  | 0– | 01 | 1  | 02    |
| 11   | URS  | 0– | 0– | 3  | 03    |

| Land | Land | 1. | 2. | 3. |
| ---- | ---- | -- | -- | -- |
| 1    | AUT  | 5  | 3  | 3  |
| 2    | SUI  | 2  | 3  | 2  |
| 3    | GER  | 2  | –  | –  |
| 4    | FRA  | –  | 2  | –  |
| 5    | CAN  | –  | 1  | 1  |
| 6    | URS  | –  | –  | 3  |

| Land | Land | 1. | 2. | 3. |
| ---- | ---- | -- | -- | -- |
| 1    | AUT  | 2  | 2  | 2  |
| 2    | FRA  | 2  | –  | 1  |
| 3    | SUI  | 1  | –  | –  |
| 4    | GER  | –  | 2  | 1  |
| 5    | USA  | –  | 1  | –  |
| 6    | CAN  | –  | –  | 1  |

| Land | Land | 1. | 2. | 3. |
| ---- | ---- | -- | -- | -- |
| 1    | SUI  | 2  | 2  | 1  |
| 2    | AUT  | 2  | 1  | 3  |
| 3    | USA  | 1  | 1  | –  |
| 4    | SWE  | 1  | –  | 1  |
| 5    | NOR  | –  | 1  | 1  |
| 6    | YUG  | –  | 1  | –  |

| Land | Land | 1. | 2. | 3. |
| ---- | ---- | -- | -- | -- |
| 1    | AUT  | 2  | 4  | 2  |
| 2    | SWE  | 2  | 2  | –  |
| 3    | SUI  | 1  | 1  | 2  |
| 4    | YUG  | 1  | –  | 2  |
| 5    | ESP  | 1  | –  | –  |
| 6    | FRA  | –  | –  | 1  |

| Land | Land | 1. | 2. | 3. |
| ---- | ---- | -- | -- | -- |
| 1    | AUT  | 2  | 1  | 1  |
| 2    | FRA  | –  | 1  | 1  |

### Herren
| Land | Land | 1. | 2. | 3. | Total |
| ---- | ---- | -- | -- | -- | ----- |
| 01   | ITA  | 6  | 4  | 02 | 12    |
| 02   | SUI  | 5  | 7  | 01 | 13    |
| 03   | AUT  | 5  | 5  | 13 | 23    |
| 04   | NOR  | 4  | 8  | 01 | 13    |
| 05   | LUX  | 3  | –  | 06 | 09    |
| 06   | SWE  | 2  | 3  | 0– | 05    |
| 07   | GER  | 2  | 2  | 0– | 04    |
| 08   | FRA  | 1  | 0– | 02 | 03    |
| 09   | CAN  | –  | 1  | 01 | 02    |

| Land | Land | 1. | 2. | 3. |
| ---- | ---- | -- | -- | -- |
| 1    | SUI  | 5  | 2  | –  |
| 2    | NOR  | 2  | 3  | 1  |
| 3    | NOR  | 1  | –  | 4  |
| 4    | NOR  | –  | 2  | –  |
| 5    | CAN  | –  | 1  | 1  |
| 6    | ITA  | –  | 1  | –  |
| 7    | FRA  | –  | –  | 1  |

| Land | Land | 1. | 2. | 3. |
| ---- | ---- | -- | -- | -- |
| 1    | AUT  | 1  | –  | 2  |
| 2    | GER  | 1  | –  | –  |
| 2    | FRA  | 1  | –  | –  |
| 4    | SUI  | –  | 2  | –  |
| 5    | ITA  | –  | 1  | –  |
| 6    | LUX  | –  | –  | 1  |

| Land | Land | 1. | 2. | 3. |
| ---- | ---- | -- | -- | -- |
| 1    | ITA  | 5  | 1  | –  |
| 2    | LUX  | 1  | –  | 3  |
| 3    | SWE  | 1  | –  | –  |
| 4    | AUT  | –  | 2  | 3  |
| 5    | NOR  | –  | 2  | –  |
| 5    | SUI  | –  | 2  | –  |
| 7    | FRA  | –  | –  | 1  |

| Land | Land | 1. | 2. | 3. |
| ---- | ---- | -- | -- | -- |
| 1    | AUT  | 3  | 3  | 3  |
| 2    | NOR  | 2  | 2  | –  |
| 3    | SWE  | 1  | 3  | –  |
| 4    | ITA  | 1  | 1  | 2  |
| 5    | LUX  | 1  | –  | 2  |
| 6    | GER  | 1  | –  | –  |
| 7    | SUI  | –  | 1  | 1  |

| Land | Land | 1. | 2. | 3. |
| ---- | ---- | -- | -- | -- |
| 1    | LUX  | 1  | –  | –  |
| 2    | NOR  | –  | 1  | –  |
| 3    | AUT  | –  | –  | 1  |

## Saisonverlauf

### Todesnachricht
Am 18. Januar 1991 kam am Lauberhorn bei der neu eingeführten Abfahrts-Qualifikation der österreichische Läufer Gernot Reinstadler in der Zielkurve schwer zu Sturz (er verhängte sich in der Absperrungsplane) und erlag in der folgenden Nacht um 0.43 Uhr im Krankenhaus Interlaken seinen Verletzungen. Dies führte zur Absage der Abfahrt am 19. Januar und auch des Slaloms am 20. Januar. Der Weltskiverband reagierte auf diesen Unfall mit deutlichen Verbesserungen bei den Streckenabsicherungen.
Zwei Monate nach Saisonende wurde das österreichische Skiteam von einem neuerlichen tödlichen Unfall betroffen: Der dreifache Weltmeister Rudolf Nierlich war am 18. Mai nahe seinem Heimatort mit seinem PKW verunglückt.

### Maßnahmen vor und während der Saison
Die FIS traf zwei wichtige Entscheidungen:
- Es wurden Qualifikations-Abfahrten eingeführt, um nur die sich daraus ergebenen besten Dreißig in der eigentlichen Abfahrt an den Start gehen zu lassen. Dies war auch ein (versteckter) Wunsch der TV-Stationen gewesen. (Es war sogar geplant gewesen, dass die Qualifikations-Abfahrt – nicht die Abfahrt selbst – zur Kombination zählen sollte, wobei die Besonderheit darin bestand, dass damit auch eine Läuferin/ein Läufer hinter den 30 Qualifizierten für den Slalom startberechtigt war und damit für die Kombination herangezogen werden konnte.[1]) Diese neue Regelung erwies sich äußerst fatal (Todessturz von Gernot Reinstadler bzw. schwere Verletzung von Sigrid Wolf). Die FIS reagierte auf das Unglück von Reinstadler mit der Streichung der Regelung der Qualifikations-Abfahrten und setzte während den Alpinen Skiweltmeisterschaften 1991 Saalbach-Hinterglemm 1991 eine Arbeitsgruppe ein, die sich mit Sicherheitsprioritäten befassen sollte, u. a. wissenschaftliche Untersuchungen der Vor- und Nachteile des Absperrungsmaterials und Installierung eines professionellen Kampfgerichts (hier seien die Mannschaftsführer zeitlich überfordert).[2]
- Es gab generell keine Nachtragstermine für abgesagte Rennen. Nur ein anderer Veranstalter konnte zum selben Termin ein Rennen übernehmen, es bedurfte aber der formellen Einwilligung der FIS. Eine Formulierung lautete, dass „nur wenn zwei von acht Rennen nicht gefahren werden könnten, würden Nachträge angesetzt werden“. Da aber ausgerechnet die Saison mit mehreren Absagen begann, wurde angesichts der damit erschwerten Selektionierung für die Weltmeisterschaften von den zuständigen Funktionären Nachträge gefordert.
- Eine erst angesichts der Organisationsmängel bei den Damenrennen in Hasliberg (siehe dazu bitte auch Artikel „Absagen und Verschiebungen“) weitere Direktive war darauf ausgerichtet, gleich für die nächsten Rennen bessere Vorprüfungen und generell die Vergabe von Weltcupveranstaltungen direkt (durch die FIS) nach Prüfungen über die Infrastruktur vorzunehmen und dies nicht mehr den nationalen Verbänden zu überlassen. So begab sich der FIS-Beauftragte Heinz Krecek zu einer Überprüfung nach Lenk im Berner Oberland.[3]

Der Österreichische Skiverband traf bei seiner 55. Länderkonferenz in Baden eine aus nunmehriger Sicht (März 2019) nachhaltige Entscheidung. Für den nach 14 Jahren Präsidentschaft zurückgetretenen Arnold Koller wurde am 23. Juni der favorisierte 48-jährige Vizepräsident Peter Schröcksnadel einstimmig gewählt.

### Weiteres von der FIS zum Weltcup
FIS-Präsident Marc Hodler kündigte anlässlich des AIJS-Meetings (Association Internationale de la Presse Sportive) im Hotel „Central“ in Sölden für 1992/93 eine Weltcup-Reform an. Aus dem Vorschlägekatalog zitierte er die Reduzierung der Rennzahl, einen früheren Saisonstart im November, die von der FIS bereits einmal abgelehnten Gletscherrennen sowie Parallelslaloms in Großstädten (Paris, Tokio). Weiters sollten Damen und Herren vermehrt am selben Ort ihre Bewerbe austragen, abgesagte Konkurrenzen würden nicht nachgeholt werden und die Ausrichtung von Weltmeisterschaften wäre auch im Vierjahresrhythmus denkbar. In einer Gegenrede beklagte sich Gerhard Oberlechner, Vorsitzender des „International Racing Teams“ („IRT“), welches die Interessensvertretung von Skiproduzenten, Bindungsherstellern und Skischuhfirmen darstellte, dass seine Organisation der größte Unterstützer mit zuletzt einer Leistung von 65 Mio. CHF für Serviceaufwand, Sachleistungen, Prämien, Gehälter und dgl. die geringste Möglichkeit einer Mitentscheidung besitze. Hodler teilte mit, dass am 6. Dezember eine Gruppe von Funktionären in Genf erstmals tagen und Reformen in Angriff nehmen werde. Konkrete Vorschläge, den Weltcup (wieder) attraktiver zu gestalten, kamen durch Oberlechner, der zugleich Generaldirektor der Skifirma „Dynamic“ war, Ende Januar. Er forderte neue Zuständigkeiten, eine professionelle Kommission mit einem Sportdirektor und einer Marketing- und Technik-Abteilung. Außerdem sollte ein Weltcup-Beirat mit Repräsentanten verschiedener Interessensgruppen (Industrie, Medien, Rennläufern, Trainern und Organisationskomitees) zur Unterstützung des Weltcup-Direktors eingerichtet werden.
Die FIS hoffte außerdem, den Herren-Abfahrtssport wieder attraktiver zu machen. Die etablierten Läufer verspürten keinen Druck von unten, lediglich mit Kristian Ghedina als Sieger der Europacup-Wertung 1988/89 war frisches Blut zu verzeichnen. Grund war, dass alle zehn für 1989/90 geplanten Europacup-Abfahrten (meist aus Schneemangel) nicht gefahren werden konnten.
Karl Frehsner, der sich nach den Weltmeisterschaften in Saalbach-Hinterglemm vom Schweizer Verband getrennt hatte, übernahm eine Position bei der FIS, welche von deren Generalsekretär Gian Franco Kasper damit beschrieben wurde, dass Frehsner „wesentliche Aufgaben im Bereich des alpinen Skisports und insbesondere im Weltcup“ übertragen erhielt. In diesem Zusammenhang wurde bekannt, dass der bisherige Abfahrtstrainer des österreichischen Herrenteams, Kurt Hoch, ab kommender Saison „FIS-Renndirektor Damen“ werden sollte.
Der US-Skiverband (USSA) drohte gegen Saisonende (März 1991), für 1991/92 keine Weltcuprennen auszutragen. Grund war, dass die FIS den Termin 23./24. November 1991 für die Herren als Saisonauftakt in den USA festgelegt hatte; der USSA hatte den 30. November/1. Dezember für die Damen bevorzugt, da dort bessere Erfolgschancen gegeben waren.

### Absagen und Verschiebungen
Wie aus anderen Beiträgen zur Saison 1990/91 hervorgeht, gab es einen FIS-Beschluss, abgesagte Rennen nicht nachzuholen. Wegen der doch etwas größeren Zahl von Absagen setzte die FIS aber für den 26. Februar einen Herrenslalom in Oppdal und den 15. März eine Damenabfahrt in Lake Louise an.
Herren:
- Der für den 9. Dezember in Val-d’Isère geplante Super-G musste wegen der schlechten Wetterbedingungen abgesagt werden.[13]
- Es hätte vom 8. bis 10. Februar auf der von Bernhard Russi konzipierten Olympiastrecke 1992, der Bellevarde (La face de Bellevarde) in Val-d’Isère, eine „Generalprobe“ geben sollen, die aber komplett abgesagt werden musste. Vorerst wurde die für den 8. Februar vorgesehene Abfahrt wegen Schnees, Nebels und starken Windes auf den nächsten Tag mit Start 10.30 Uhr verschoben. Letztlich ging erneut nichts, und auch der Super-G fiel aus.[14][15]

Damen:
- In Hasliberg (meist wurde der Skiort als „Meiringen“ oder „Meiringen-Hasliberg“ bezeichnet, auch die FIS verwendete „Meiringen“) bereiteten ein Meter Neuschnee und Lawinengefahr dem ohnehin überforderten Veranstalter weitere Probleme. So konnte der Zeitlauf am 13. Dezember für die am 14. Dezember geplante Abfahrt nicht gefahren werden; er wurde für den Renntag um 11 Uhr angesetzt (das Rennen um 13.45 h), jedoch war am 14. Dezember an ein Rennen nicht zu denken.[16][17]
- Am 15. Dezember wurde der Super-G um 11.45 h gestartet, jedoch musste er bei Start-Nr. 25, Michaela Marzola, wegen zu großer Gefährlichkeit abgebrochen werden. Sie, und zuvor schon Kerrin Lee-Gartner und Swetlana Gladyschewa waren viel zu weit über die als „Mauer“ bezeichnete Streckenstelle knapp vor dem Ziel gesprungen und in Richtung der nahe stehenden Bäume gestürzt (geflogen) – die Absperrungsmaßnahmen waren unzureichend gewesen, aber zum Glück gab es keine ernsthafteren Verletzungen. Keiner der Funktionäre hatte hier eine Gefahr gesehen, hinterher wurde von einem „Wunder“ gesprochen (der FIS-Beauftragte Heinz Krecek sagte, „es hätte Tote geben können“). Zum Zeitpunkt des Abbruches hatte Kronberger vor Diann Roffe und Barbara Sadleder in Führung gelegen. Dieser Super-G wurde am 16. Dezember nachgeholt (wobei Chantal Bournissen mit Start-Nr. 32 noch die bereits mit Nr. 5 gestartete Kronberger deutlich um 0,64 s abfing und Lucie Laroche auf Rang 3 (+ 0,92 sec) mit Nr. 40 auch eine Überraschung lieferte)[18][19]
- Der eigentlich für den 16. Dezember geplante Riesenslalom entfiel, eine Verlegung auf Montag, 17. Dezember, war nicht möglich.
- Ein Tauwettereinbruch machte eine Durchführung der Rennen im Bregenzerwald (Abfahrt in Bizau, Slalom in Mellau) unmöglich (nach einer Besichtigung sagte der FIS-Beauftragte die Rennen am 30. Dezember ab), so dass Bad Kleinkirchheim (nach Einwilligung der FIS) die Bewerbe übernahm, wobei für den 5. Januar erstmals die Qualifikationsabfahrt angesetzt war, damit am 6. Januar die Abfahrt und am Montag, 7. Januar, der Slalom folgten.[20] - Siehe bitte dazu auch den Artikel „Verletzungen“.[21][22]
- Die in Maribor ausgefallenen Rennen wurden von Kranjska Gora übernommen; auch der in Bergen abgesagte Slalom wurde dort am 16. Januar nachgeholt.[23]
- Furano: Sowohl die Abfahrt (10 h) als auch der Super-G (13:45 h) wurden am 24. Februar gefahren.
- Gar nichts ging am designierten Weltmeisterschaftsort für 1993, Morioka-Shizukuishi: Die Abfahrt am 2. März musste abgesagt, der Super-G am 3. März wegen stürmischer Böen nach drei Startversuchen und 21 ins Rennen gegangenen Läuferinnen (in Führung Traudl Hächer vor Wachter und Edit Thys) abgebrochen werden.

### Verletzungen
Herren:
- Noch weit vor Saisonbeginn, nämlich am 14. August, zog sich Helmut Mayer beim Tennisspielen in seinem Heimatort Afritz einen Seitenbandriss im rechten Knöchel zu (er war umgeknickt) und wurde noch am selben Tag im Sanatorium Villach von Helmut Huber operiert.[24][25]
- Atle Skårdal erlitt bei einem Sturz im Riesenslalom in Alta Badia (16. Dezember) eine Bänderverletzung im rechten Knie, was einen Ausfall von fünf bis sechs Wochen bedeutete.[26][27] (Der Norweger konnte aber früher als befürchtet ins Renngeschehen zurückkehren.)
- Beim Training zur Abfahrt in Garmisch-Partenkirchen am 4. Januar erlitt der international unbekannte Jason Gasperono (San Marino) einen Schulter- und Wadenbeinbruch.[28]
- Beim zweiten Abfahrtstraining auf der „Streif“ in Kitzbühel kam der Norweger Lasse Arnesen (* 18. Januar 1965), der - nach Rang 8 in Val d’Isère - in den weiteren drei Abfahrten jeweils Vierter geworden war, in der so genannten (und äußerst gefährlichen) Streckenstelle „Mausefalle“ schwer zu Sturz und erlitt ein Blutgerinnsel im linken Auge, einen Daumenbruch und einen Kreuzbandriss im rechten Knie. Er wurde mit dem Rettungshubschrauber abtransportiert. Arnesen hatte bereits schwere Verletzungen bei Stürzen bei der Weltmeisterschaftsabfahrt Bormio 1985 und der Weltcupabfahrt Gröden 1988 davongetragen.[29]

Damen:
- Bei Trainings am Hintertuxer Gletscher kam Michaela Gerg zu Sturz; sie trug eine Zerrung des Syndesmosebandes zwischen Schien- und Wadenbein links davon und wurde von DSV-Arzt Ernst Otto Münch eingegipst, der ihr eine zweiwöchige Pause verordnete.[30]
- Auf Grund einer Knieblessur nach einem Sturz am 19. Dezember im Abfahrtstraining in Morzine wurde für Diann Roffe eine dreiwöchige Rennpause vorausgesagt.[31]
- Petra Kronberger wurde zweimal mit Verletzungen konfrontiert: Beim Slalom in Morzine (22. Dezember) erlitt sie im ersten Lauf einen Bänderriss in der rechten Hand. Sie begab sich zu Behandlungen bei einem Spezialisten in Bad Reichenhall und hatte vor, mit einer Plastikmanschette zu starten.[32][33][34]
- Beim zweiten Mal war es etwas folgenschwerer; sie hatte nach ihrem Zielsturz am 29. Januar im Weltmeisterschafts-Super-G (Saalbach-Hinterglemm 1991) die Rennen in Garmisch-Partenkirchen (7./8. Februar) und Zwiesel (9. Februar) auslassen müssen, womit sie (vor allem) Punkte in den Disziplinenwertungen Abfahrt und Super-G nicht realisieren konnte. Sie ging erst wieder in Japan an den Start.
- Die erstmals zur Anwendung gekommene „Abfahrts-Qualifikation“ auf der „Strohsackpiste“ in Bad Kleinkirchheim, welche für den 5. Januar ab 12 h angesetzt war, wurde vom schweren Sturz von Super-G-Olympiasiegerin Sigrid Wolf überschattet, bei welcher nach der Überstellung in die Klinik von Christian Schenk in Schruns Risse des vorderen und hinteren Seiten- und Kreuzbandes und Meniskusschaden im linken Knie festgestellt wurden. Die Qualifikation war bei starkem Nebel, vorerst mit sechs „Sternchenfahrerinnen“, danach mit Nr. 1, Karin Dedler, gestartet worden. Wolf war als Dritte der Eliteläuferinnen gestartet, erst bei Nr. 8, Warwara Selenskaja, erfolgte der Abbruch und eine Stunde später die endgültige Absage. Allerdings setzte die Jury vorerst diese Qualifikation für den Renntag, 6. Januar, neu an, doch FIS-Funktionär Krecek untersagte dies. Damit gab es für die Abfahrt keine Starterbeschränkung.[35][36]
- Katharina Gutensohn ließ sich nach ihrem Sturz im Weltmeisterschafts-Super-G (29. Januar) im Hinblick darauf, auch in den nächsten Jahren ihre Karriere fortsetzen zu können, vorsorglich in München das linke Knie operieren.[37]
- Von einer äußerst schweren Verletzung war die Abfahrtssilbermedaillengewinnerin Nathalie Bouvier betroffen, die im ersten Trainingslauf am 20. Februar für die Abfahrt in Furano bei einem künstlich eingebauten Sprung rund 100 m vor dem Ziel sich beide Schienbeine brach und eine Gehirnerschütterung erlitt. In der Medizinischen Universität Ashikawa wurde eine Gehirnschwellung festgestellt. Da die Französin nicht transportfähig war, musste sie in Japan operiert werden. (Der zum Verhängnis gewordene Sprung wurde danach abgeflacht.)[38]

### Erwähnenswertes
Herren:
- Bei der Abfahrt in Val-d’Isère (8. Dezember) kamen nur fünf Läufer der ersten Startgruppe (Startnummern 1 bis 15) in die Weltcupränge, Girardelli belegte gar nur Rang 71. Anderseits platzierte sich der noch nicht etablierte Lasse Kjus mit Start-Nr. 69 als so genannter „Sternchenfahrer“ (Begriffserklärung „Sternchenfahrer“ siehe dazu bitte Wikipedia-Artikel Abfahrt) auf Rang 11. Das Podium selbst wurde von „Routiniers“ besetzt (zweimal Jahrgang 1958, einmal 1962), wobei Leonhard Stock überdies elf Jahre nach seiner am selben Ort erlittenen Verletzung triumphierte.[39][40]
- Markus Wasmeier wurde vom neuen DSV-Herrentrainer Klaus Mayr (bislang hatte dieser das Damenteam betreut) in den Europacup versetzt. Der Schlierseer litt immer noch an den Nachwirkungen seines Sturzes im Februar 1987 in Furano und zählte zu diesem Zeitpunkt nur mehr im Super-G zur Weltspitze; er reiste daher am 17. Dezember aus Gröden ab.[41]
- Die Abfahrt am 5. Januar in Garmisch-Partenkirchen wies eine ungewöhnliche geringe Zeitdifferenz zwischen Rang 1 (Daniel Mahrer) und 10 (Jan Einar Thorsen), u. zw. lediglich 22/100 Sekunden auf (die Ex-aequo-Zweitplatzierten Zehetner und Skardål waren 0,06 s zurück; außerdem gab es sowohl auf den Rängen 4 und 6 jeweils weitere Ex-aequo-Platzierungen); erst der Elfte, Peter Wirnsberger lag mit 0,66 s verhältnismäßig deutlich zurück.[42]
- Auch der Super-G am 6. Januar wies außergewöhnliche Attribute auf: Hier waren es die vielen Läufer, die mit hohen Startnummern in die Punkteränge, vor allem auch die „Top Ten“, gefahren waren: Rang 4 Arnesen mit 44, Rang 6 Ghedina mit 37, Rang 7 Alphand mit 40, Rang 8 Josef Polig mit 29, Rang 10 ex aequo Lasse Kjus mit 55 und Urs Kälin mit 28, Rang 12 Zehetner mit 27 und Rang 14 Didrik Marksten mit 53.[43]
- Einen außergewöhnlichen Gerichtstermin gab es in Kitzbühel, sowohl im dortigen Bezirksgericht und auch auf der Hahnenkamm-Abfahrtstrecke, denn es wurde über die von Brian Stemmle, der von Rechtsanwalt Wilfried Plattner aus Innsbruck vertreten wurde, eingebrachte Klage gegen den Kitzbühler Sportclub wegen „unzureichender Sicherheitsvorkehrungen“ beim Rennen vom 14. Januar 1989 eine Beweisaufnahme durchgeführt; Sachverständiger war Josef Pichler aus Graz.[44][45][46][47]
- Zur Hahnenkamm-Abfahrtstrecke war über neue Sicherheitsmaßnahmen berichtet worden: Erneuerung der Sicherheitsnetze, Modulierung der Ausfahrt „Steilhang – Brückenschuss“, Verlängerung des Netzes auf der Querfahrt am „Hausberg“ mit Sicherheitszaun nach oben.[48] Die am 12. Januar gefahrene Abfahrt wurde abgebrochen, als Gernot Reinstadler (Nr. 49) zu Sturz gekommen war. Ab der Nr. 45 (Thomas Hangl) hatte sich an der „Mausefalle“ eine Nebelbank gebildet. Das Rennen war mit „Sternchenfahrern“ (siehe bitte Begriffserklärung im Wikipedia-Artikel „Abfahrt“) gestartet worden, wobei Stephan Eberharter mit Nr. 69 auf Rang 27 gekommen war (Rückstand 3,27 s).[49]

Damen:
- Mit dem Sieg im Super-G in Zauchensee am 9. Dezember 1990 avancierte Petra Kronberger zur ersten Läuferin überhaupt, die in sämtlichen Disziplinen zumindest einmal gewonnen hat.
- Vreni Schneider nahm an der Abfahrt in Morzine nicht teil, obwohl diese für die Kombination gezählt hat. Sie begründete ihren Verzicht, dass sie sich „zu verunsichert“ fühle.[50]
- Die 18-jährige „Flachländerin“ Katja Seizinger, die bereits einen 16. Platz in Zauchensee errungen hatte, kündigte mit zwei Trainingsbestzeiten (am 20. Dezember vor Gladyschewa) in Morzine ihre Anwartschaft auf Spitzenplätze an, was sie im Rennen mit Rang 4 bestätigte, wobei sie die hohe Start-Nr. 29 trug und ihre ersten Weltcuppunkte einfuhr.[51][52]
- Es gab auch eine Neuerung hinsichtlich der Fernsehübertragungen: Es wurden die ersten 20 Läuferinnen vom Start bis ins Ziel gezeigt.[53]
- Eher traurig verlief die Morzine-Abfahrt allerdings für Elisabeth Kirchler, sie belegte den Endrang 26 (2,88 s Rückstand auf Siegerin Kronberger), gleich wie es ihre Startnummer war. Sie war ohnehin nur mehr als Privatfahrerin geduldet gewesen und zog mit ihrem sofortigen Rücktritt die Konsequenzen. Schon anderntags war die Zillertalerin aber wieder gut aufgelegt.[54][55]
- Die Abfahrt am „Roc de Fer“ in Méribel (18. Januar), für Olympia 1992 von Bernhard Russi gebaut, wurde bereits vor dem ersten Zeitlauf wegen Sicherheitsrisiken entschärft. Es wurde verlangt, den FIS-Beauftragten Schweizer Christian Steudler, der die Strecke als „unbedenklich“ genehmigt (abgenommen) hatte und dem weitere ähnliche Fälle nachgesagt wurden, in dieser Funktion abzulösen.[56]

### Premierensiege
Herren:
- Gleich das erste Saisonrennen, das noch in den europäischen Sommer fiel, brachte am 8. August 1990 für Peter Roth im Slalom am Mount Hutt seinen einzigen Karrieresieg.
- Michael Tritscher war am 2. März 1991 im Slalom von Lillehammer erstmals siegreich.
- Am 22. März 1991 konnte Thomas Fogdö im Slalom von Waterville Valley sein erstes Rennen gewinnen.

Damen:
- Ingrid Stöckl, der in derselben Saison auch noch Kombinationssilber bei den Weltmeisterschaften gelingen sollte, holte sich ihren einzigen Weltcuperfolg in der als „Papierrennen“ ausgetragenen Kombination am 20./21. Dezember 1990 in Morzine. Dazu genügten ihr Rang 21 in der Abfahrt (Rückstand 2,45 s) und 13 im Slalom (Rückstand 3,79 s)[57]
- Für Nataša Bokal gab es am 12. Januar 1991 beim Slalom in Kranjska Gora ebenfalls den ersten und einzigen Weltcup-Sieg (auch sie kam kurze Zeit danach zu Weltmeisterschafts-Silber).
- Anja Haas war am 24. Februar 1991 in der Abfahrt in Furano erstmals siegreich, wobei sie mit der Nr. 16 gefahren war und sich als Fünfzehnte des Trainings keine Hoffnungen gemacht hatte.[58]
- Julie Parisien feierte am 22. März 1991 im Riesenslalom in Waterville Valley ihren ersten Sieg.

### Rücktritte
Tamara McKinney, Elisabeth Kirchler bzw. Karl Alpiger, Hans Enn (er gab seine Abschiedsparty am 24. November 1990 in Saalbach mit vielen ehemaligen Kameraden und auch dem ÖSV-Präsidenten Peter Schröcksnadel), Martin Hangl, Dietmar Köhlbichler, Erwin Resch, Hans Stuffer.